# Collège du Cloutier
Le collège du Cloutier, appelé autrement « collège d’Enfer » et « collège de Paradis », est un collège de l’Université de Caen fondé en 1452.
Ce collège est fondé le 24 mai 1452 par Roger Le Cloutier, seigneur de Saint-Germain-le-Vasson et du Mesnil d’Argences. Il installe l’établissement dans son hôtel, situé rue Neuve-Saint-Jean, et en confie la direction à son neveu Thomas le Cloutier, professeur ès droits et recteur en l’université en 1454. Le collège est composé d’un principal et de deux boursiers. L’un des boursiers doivent être un membre de la famille du donateur ou être un habitant de Caen, à la rigueur du diocèse de Bayeux. L’autre est présenté par l’abbé de Barbery.
Très rapidement, le collège fait face à des difficultés financières. En 1473, il doit faire appel à l’Université. L’année suivante, elle fait enlever les titres du collège, dresser leur inventaire pour les placer dans ses propres archives. En 1486, les bâtiments du collège sont en ruine, la bibliothèque dispersée et les objets précieux perdus ou volés ; le principal a fui à Avranches et sa place a été usurpée.
En 1731, le collège est supprimé, par lettres patentes appliquant les revenus de sa dotation au paiement du bibliothécaire de l’Université.

## Sources
- Amédée de Bourmont, La Fondation de l’université de Caen et son organisation au XVe siècle, Caen, Le Blanc-Hardel, 1883, p. 164-170.
- Gervais de La Rue, Essais historiques sur la ville de Caen et son arrondissement, Caen, Poisson, 1820, p. 150-2 [lire en ligne (page consultée le 22 août 2008)]
- Frédéric Vaultier, Histoire de la ville de Caen, Caen, B. Mancel, 1843, p. 162.